# Adelfopoiesis

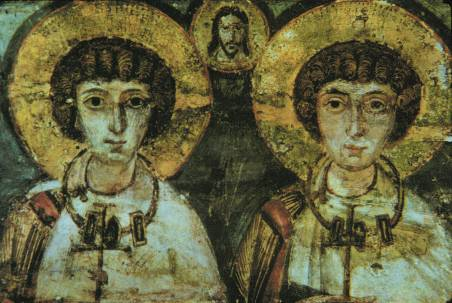
Los mártires cristianos del siglo IV Sergio y Baco solían ser referidos en ceremonias de adelfopoiesis.

La adelfopoiesis ―conocida en latín como fraternitas iurata y ordo ad fratres faciendum― era una ceremonia practicada por varias iglesias cristianas durante la Edad Media e inicios de la Época Moderna en Europa para «hermanar» o «unir espiritualmente» a dos personas del mismo sexo (habitualmente varones).

## Etimología
El término adelfopoiesis (literalmente ‘hacer hermanos’) proviene del griego ἀδελφός (adelfós), ‘hermano’, y ποιῶ (poió), ‘hacer’.

## El rito de la adelfopoiesis
La primera noticia moderna que se tiene del rito de la adelfopoiesis (en eslavo pobratimstwo) es de 1914, cuando Pável Florenski publicó el libro The Pillar and the Ground of The Truth: An Essay in Orthodox Theodicy in Twelve Letters y citó los elementos clave de la liturgia del rito:
1. los hermanos, que están colocados en la iglesia delante del atril, en el cual se encuentra la cruz y las escrituras; el mayor de los dos se coloca a la derecha, mientras que el más joven se coloca a la izquierda;
2. se realizan oraciones y letanías que piden que los dos sean unidos en el amor y se les recuerda ejemplos de amistad de la historia de la Iglesia;
3. se ata a los dos con un cinturón, colocan sus manos sobre los evangelios y se les da a cada uno una vela ardiendo;
4. se leen los versos de la Primera carta a los corintios 12:27 a 13:8 (discurso de san Pablo sobre el amor) y del Evangelio de Juan 17:18-26 (discurso de Jesucristo sobre la unidad);
5. se leen más oraciones y letanías como las indicadas en el punto 2;
6. se lee el Padre nuestro;
7. los futuros hermanos reciben los dones santificados de una copa común;
8. se les conduce alrededor del atril mientras se dan la mano y se canta el siguiente troparion: «Señor, mira desde el cielo y ve»;
9. intercambian besos en la mejilla al estilo europeo;
10. por último los presentes cantan: «¡Oh, qué bueno, qué dulce habitar los hermanos todos juntos!» (Salmos 133:1).

Una de las oraciones, que se recitan durante la ceremonia, es la siguiente:[cita requerida]

Dios todopoderoso, que fuiste antes que el tiempo y serás por todos los tiempos, que se rebajó a visitar a los hombres a través del seno de la Madre de Dios y Virgen María, envía a tu santo ángel a estos tus servidores [nombre] y [nombre], que se amen el uno al otro, así como tus santos apóstoles Pedro y Pablo se amaban, y Andrés y Jacobo, Juan y Tomás, Jacobo, Felipe, Mateo, Bartolomé, Simón, Tadeo, Matías y los santos mártires Sergio y Baco, así como Cosme y Damián, no por amor carnal, sino por la fe y el amor del Espíritu Santo, que todos los días de su vida permanezcan en el amor. Por Jesucristo, nuestro señor. Amén

## Adelfopoiesis en la iglesia occidental
En la Iglesia católica, los sacerdotes rara vez participaban en tal rito hasta bien entrada la época moderna, ya que no fue introducida hasta el Concilio de Trento. Asimismo, la ejecución efectiva fue mucho más tardía en algunos países. Esto y algunos otros hechos hablan en contra de que el rito de la adelfopoiesis ―en latín ordo ad fratres faciendum―, tuviera una gran implantación en Occidente. Sin embargo todavía se pone en práctica en la Iglesia católica antigua.
Si no era en el marco de una misa y ante un sacerdote, los «hermanos» juraban de todas formas sobre un altar y lo anunciaban a la comunidad en la puerta de la iglesia. Pero más que el juramento, era el enterramiento común lo que daba una vertiente religiosa al «parentesco artificial». De la extensión de esta práctica son testigo los cementerios ingleses e irlandeses, en los que se pueden encontrar numerosos enterramientos con los nombres de dos hombres.
Las inscripciones son a menudo una muestra del cariño que se tenían: «El amor los unió en la vida. Que la tierra los una en la muerte».
Una de las fuentes más tempranas que describe el rito en el Occidente latino es el escrito de propaganda antirlandesa Topográphica hibérnica, de Giraldus Cambrensis (1146-1223). Se trata de una exageración satírica que trata de imputar a los irlandeses la perversión del rito cristiano con elementos paganos:

Entre los muchos engaños de su hostil manera de ser, una es especialmente instructiva. Bajo la pretensión de religión y paz, se reúnen con el hombre con el que se quieren hermanar en un lugar sagrado. Primero realizan una alianza espiritual [compaternitatis foedera]. Luego, se transportan el uno al otro tres veces alrededor de la iglesia y ante el altar, en presencia de las reliquias de los santos, se realizan muchas promesas. Finalmente, se les une indivisiblemente con la celebración de una misa y los rezos de sacerdotes, como si se tratase de una boda.
Pero al final, para asentar más su amistad y para finalizar las cosas, cada uno bebe la sangre del otro: esto lo copiaron del rito de los paganos, que emplean la sangre para cerrar un juramento. Cuan a menudo, en ese momento de la boda, esos violentos y falsos hombres derraman sangre de forma tan maliciosa y hostil, que el uno o el otro ¡quedan sin sangre alguna! Cuan a menudo sigue a los esposorios una separación sangrienta en esa hora inesperada, se le adelanta o la interrumpe en forma inaudita.

Doscientos años después de la polémica de Geraldus sobre los ritos de hermanamiento irlandeses, se encuentra el siguiente texto en una crónica oficial de los años de la guerra civil sobre el primer encuentro de Eduardo II de Inglaterra (1284-1327) y Piers Gaveston (1284-1312):

Cuando el hijo del rey lo vio, sintió tanto amor que realizó un hermanamiento con él y se decidió resolutamente ante todos los mortales a entrelazar una liga indisoluble de amor con él.

Ese tipo de descripciones tenían un modelo en la Biblia, concretamente en David y su «hermano» Jonatán:

Apenas David terminó de hablar con Saúl, Jonatán se encariñó con él y llegó a quererlo como a sí mismo. Saúl lo hizo quedar con él aquel día y no lo dejó volver a la casa de su padre. Y Jonatán hizo un pacto con David, porque lo amaba como a sí mismo.
Libro Primero de Samuel: Capítulo 18

También la literatura mundana elevó el amor entre dos hermanos de sangre al ideal romántico. Esto lo demuestran innumerables obras, que, en parte, contenían relatos populares, como la historia de Horn y su hermano jurado Ayol, Adam Bell, el romance entre Floris y Blancheflour, el Guy of Warwick o la balada de Bewick y Graham.
Otro ejemplo es la versión de Amys y Amylion realizada por un sacerdote en latín antes del siglo XIV. Amys y Amylion, siendo una mezcla de literatura religiosa y secular, es una saga popular que se ha encontrado en diversas culturas desde la India hasta el Atlántico. En su versión cristianizada trata de dos hermanos de sangre que lucharon para Carlomagno y que tras su muerte fueron enterrados por separado. Pero en el transcurso de la noche los cadáveres se movieron hacia el otro y a la mañana siguiente se les encontró acostados uno al lado del otro. De forma similar a la inscripción funeraria mencionada más arriba, la historia comenta «Así como Dios los había unido en vida a través de la armonía y el amor, así no quiso que estuviesen separados en la muerte».
Debido a la relativa uniformidad con la que fue empleada la fórmula, se puede suponer que se trata de una referencia al Evangelio según Mateo, donde Jesucristo funda la indivisibilidad del matrimonio con las palabras: «Pues bien, lo que Dios unió no lo separe el hombre» (Evangelio de Mateo, capítulo 19).

## Interpretación moderna
El rito del hermanamiento o adelfopoiesis ha ganado en relevancia entre los historiadores que se ocupan de la historia de la homosexualidad en los últimos años, ya que ha modificado la imagen que se tenía de la Edad Media y el inicio de la Edad Moderna. El historiador estadounidense John Boswell (1947-1994) tomó la institución como demostración de que el cristianismo no siempre fue contrario a la homosexualidad en su libro Same-sex unions in premodern Europe (Uniones homosexuales en la Europa premoderna), también publicada como The marriage of likeness (El matrimonio de semejanza). Boswell da el texto y la traducción de una serie de versiones de esta ceremonia en griego y la traducción para una serie de versiones en eslavónico. Sin embargo, Boswell presupone una acepción moderna de la homosexualidad, que en la Edad Media no tenía sentido alguno: la consideración del homosexual como una tipología de persona.
El historiador británico Alan Bray (1948-2001) estudió la adelfopoiesis con más detalle, tomando como base las fuentes inglesas. En su obra póstuma The friend intenta reconstruir la institución desde el punto de vista y la sociedad medieval. Relaciones de parentesco «artificiales», de las que el hermanamiento parece no ser más que una variante, tenían una función central en el apuntalamiento horizontal de la familia en los hogares premodernos. No solo se defendían con las armas el uno al otro, lo que en la sociedad feudal era un aspecto que no se puede sobrevalorar, sino que los hermanamientos unían familias completas, por lo que tales amistades eran a menudo fomentadas por los padres. Así, si uno de los hermanos se casaba más tarde y tenía hijos, el hermanamiento servía de elemento de seguridad: si uno de los hermanos moría, el otro estaba obligado a apoyar la familia de su hermano de sangre con los medios que tuviera disponibles. Similar era la institución de la compaternitas (padrino), por la que la responsabilidad de los hijos —que durante su juventud vivían a menudo en varios hogares— se colectivizaba hasta cierto punto.
Debe destacarse que la institución no fue concebida como alternativa al matrimonio. El hermanamiento no debe verse como una institución exclusivamente romántica, sino que debe considerarse bajo los aspectos de seguridad material y personal, a pesar del marco literario y litúrgico que resaltan el amor y la fidelidad.
Los teólogos cristianos se interesan a menudo por la cuestión de si tales uniones fueron «castas», sobre todo como consecuencia del trabajo de Boswell, que interpretan a menudo como un ataque a sus doctrinas.
La pregunta no se puede contestar de forma generalizada con las fuentes existentes. Alan Bray lo dice de la siguiente manera:

Una segunda dificultad molesta es la demostración de la opinión de Boswell de que las hermandades de sangre implicaran (o pudieran implicar) la relación sexual entre hombres o mujeres. La crónica del monasterio cisterciense de Meaux (en Yorkshire), una obra de enorme erudición del siglo XIV, comenta que Eduardo II de Inglaterra se deleitaba especialmente con el vicio sodomítico («in vitio sodomitico nimium delectabat») y el biógrafo moderno de Gaveston concluye, de forma comprensible, que no hay duda de que la relación de Eduardo y Gaveston era de naturaleza sexual. Esto naturalmente no era apoyado por el derecho canónico, pero es poco probable que Eduardo y Gaveston fueran únicos en este sentido. También existe una ambivalencia sexual similar en cuanto a las demás formas de parentesco ritual, que evoca la exposición de Giraldus. Los tribunales eclesiásticos rechazaban las relaciones sexuales antes del matrimonio eclesiástico y no secundaban las relaciones sexuales de los parientes espirituales de la compaternitas, los commatres y compatres; sin embargo la condena de las relaciones sexuales tras el matrimonio era desatendida, y el placer especial de las relaciones sexuales con commatres y compatres era una buena fuente de chistes durante toda la Edad Media.

Otros investigadores como Claudia Rapp rechazan categóricamente cualquier equiparación entre la adelfopoiesis y el matrimonio tal como eran vistos y entendidos en aquella época, y niegan que en la primera se pretendiese que la pareja mantuviese relaciones homoeróticas dentro de ella.